# Hydrophorus brachyclypeus
Hydrophorus brachyclypeus är en tvåvingeart som beskrevs av Negrobov 1977. Hydrophorus brachyclypeus ingår i släktet Hydrophorus och familjen styltflugor.
Artens utbredningsområde är Mongoliet. Inga underarter finns listade i Catalogue of Life.